# Quaianlagen (Zürich)

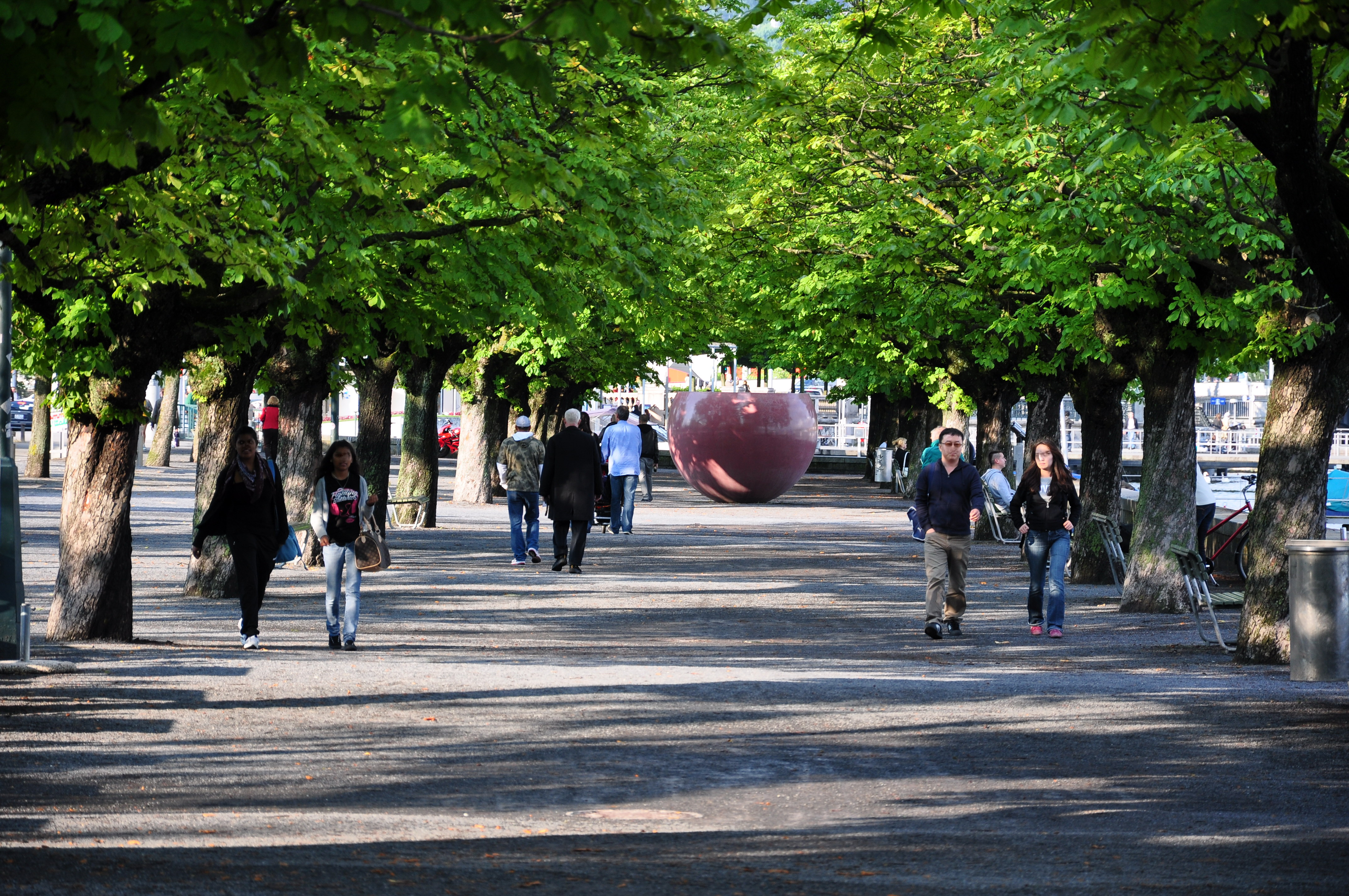
General-Guisan-Quai mit rundem Brunnen Ganymeds Schwester von Christoph Haerle (Beton, rosa eingefärbt, Durchmesser 300 cm), Kunstsammlung der Stadt Zürich

Die Quaianlagen (aus französisch quai «Kai») oder Seeuferanlagen der Stadt Zürich sind künstlich angelegte Promenaden, Wiesen und Parks entlang des Zürichsees. Sie erstrecken sich von Wollishofen am linken Ufer rund um das untere Seebecken bis zum Zürichhorn. Die Quaibrücke verbindet den rechts- und linksufrigen Teil; der am nördlichsten gelegene Bürkliplatz bildet den Mittelpunkt der Anlagen. Die rund sechs Kilometer lange Flaniermeile wird sowohl von der lokalen Bevölkerung wie auch von Touristen über das ganze Jahr hinweg rege benutzt.

## Geschichte

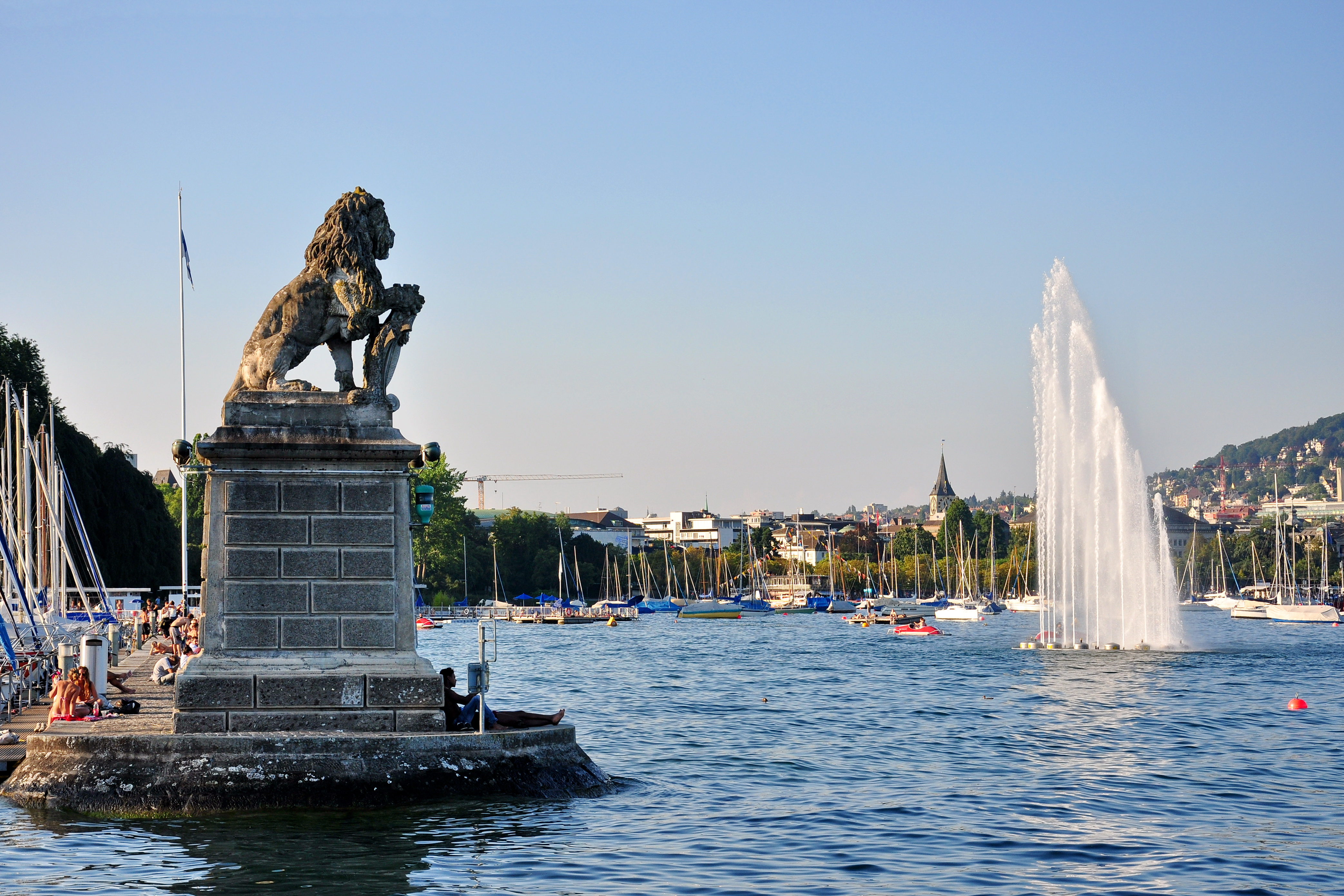
Löwe von Urs Eggenschwyler, 1881–1887, Hafen Enge bei Mythenquai 61

Vor dem Bau der Quaianlage war diskutiert worden, die rechtsufrige Eisenbahnlinie am Zürichseeufer entlang um die Stadt zu führen. 1881 entschieden sich die drei Gemeinden Zürich, Riesbach und Enge für den Bau der Quaianlagen mit der Quaibrücke. Die Bahnlinie zwischen Stadelhofen und Tiefenbrunnen wurde schliesslich untertunnelt.
Der Bau der Quaianlagen war die wichtigste bauliche Veränderung der Stadt nach der Schleifung der Stadtbefestigung. Unter der Leitung des ehemaligen Stadtingenieurs Arnold Bürkli wurden in den Jahren 1881 bis 1887 die vier Abschnitte Mythenquai, General-Guisan-Quai, Utoquai und Seefeldquai gebaut, wobei die ebenfalls in dieser Zeit gebaute Quaibrücke die beiden mittleren Abschnitte verbindet.

«Der Bau der Quaianlagen 1887 war ein wichtiger Meilenstein in der Entwicklung der Stadt. Erst mit dem Bau der neuen Uferanlagen hat Zürich die entscheidende Wandlung von der Kleinstadt am Fluss zur Grossstadt am See vollzogen.»

Für die neuen Boulevards, Plätze und Parks am See wurden über 21,5 Hektar Land aufgeschüttet. Kaum berührte Naturufer, aber auch unansehnliche Werkplätze verschwanden. Landsitze mit Seeeanstoss wurden vom Ufer getrennt. Hafenanlagen wurden verlagert, neue Landungsstege angelegt. Vielerorts prägen Mauern das Ufer. Auf beiden Seiten wurden aber auch flache Uferzonen, die von malerisch platzierten Felsbröcken durchsetzt sind, gestaltet.
Anschliessend an die Realisierung der Quaianlagen wurden auf Initiative der Gemeinde Riesbach auch noch das anschliessende Zürichhorn in einen grossen Park verwandelt, der aber später wiederholt Umgestaltungen erfuhr. Die «Landiwiese» als Fortsetzung der Parkanlagen am westlichen Ufer wurde für die Landesausstellung 1939 aufgeschüttet.
Dem Utoquai wurde 1971 eine weitere Promenade direkt am respektive über dem Wasser vorgebaut.

## Architektur

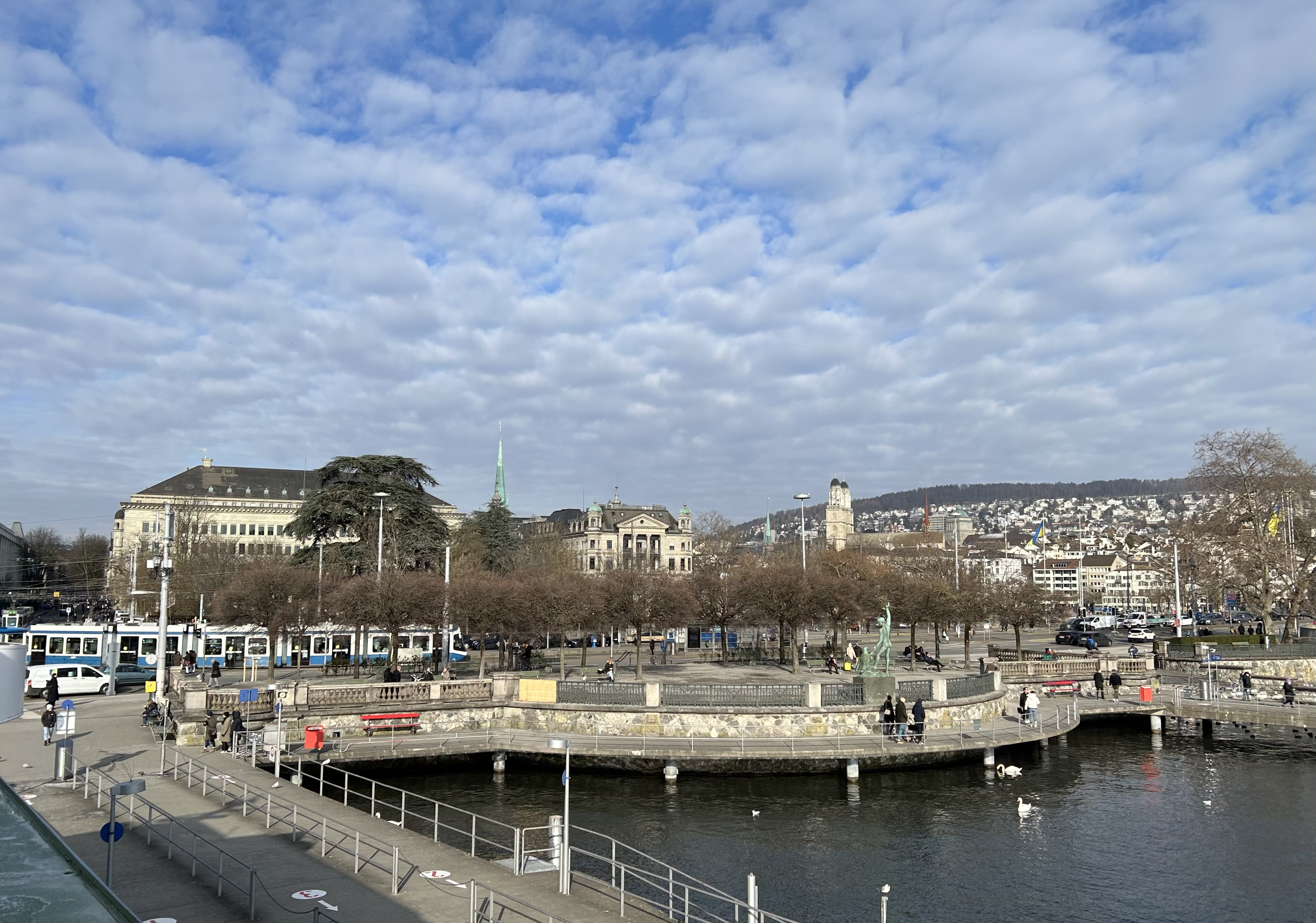
Schifflände, Bürkliplatz, Bürkliterrasse vom Zürichsee her gesehen

### Quaibrücke, Bürkliplatz, Bürkliterrasse
Das Mittelstück bilden die Quaibrücke, der Bürkliplatz und die Bürkliterrasse. Daran schliessen sich Ufermauern an, auf denen Promenaden verlaufen, teils durch Ziergitter geschützt und Alleebäume beschattet. Die Ufermauer ist durch Abgänge zum Wasser unterbrochen. Der ursprüngliche Endpunkt am linken Seeufer wird durch den Hafen Enge gebildet und wurde 1939 anlässlich der Landi 39 mit der Landiwiese erweitert, der Endpunkt am rechten Seeufer bilden das Zürichhorn und den Hafen Riesbach.
Die Planer legten viel Wert darauf, mit einer Vielfalt von verschiedenen Elementen monotone Parkanlagen zu vermeiden.

### Mythenquai
Der Mythenquai ist heute geprägt durch seine Funktion als wichtige Verkehrsachse und die Sitze der grossen Versicherungsgesellschaften. Die Parkanlagen sind beim Hafen durch einen Parkplatz zerschnitten. Der Hafen Enge ist als einziger Ankerplatz durch eine vorgelagerte Kaimauer geschützt. An ihrem südlichen Ende wacht ein grosses Löwendenkmal über die Einfahrt. In der Parkanlage am Übergang von Mythen- und General-Guisan-Quai liegt das Arboretum mit seinem künstlichen Hügel, das von den Professoren Elias Landolt, Carl Schroeter und Albert Heim angeregt worden war. In diesem Park befindet sich neben einer grossen Liegewiese auch die Voliere. Er beherbergt weiter mehrere Denkmäler, unter anderem den Sockel des Turnerdenkmals und den Arnold-Bürkli-Gedenkstein. Auf Pontons vorgelagert sind eine Badeanstalt, eine Bootsvermietung und ein Segelclub. Das Strandbad Mythenquai nördlich der Landiwiese wurde 1922 eröffnet.

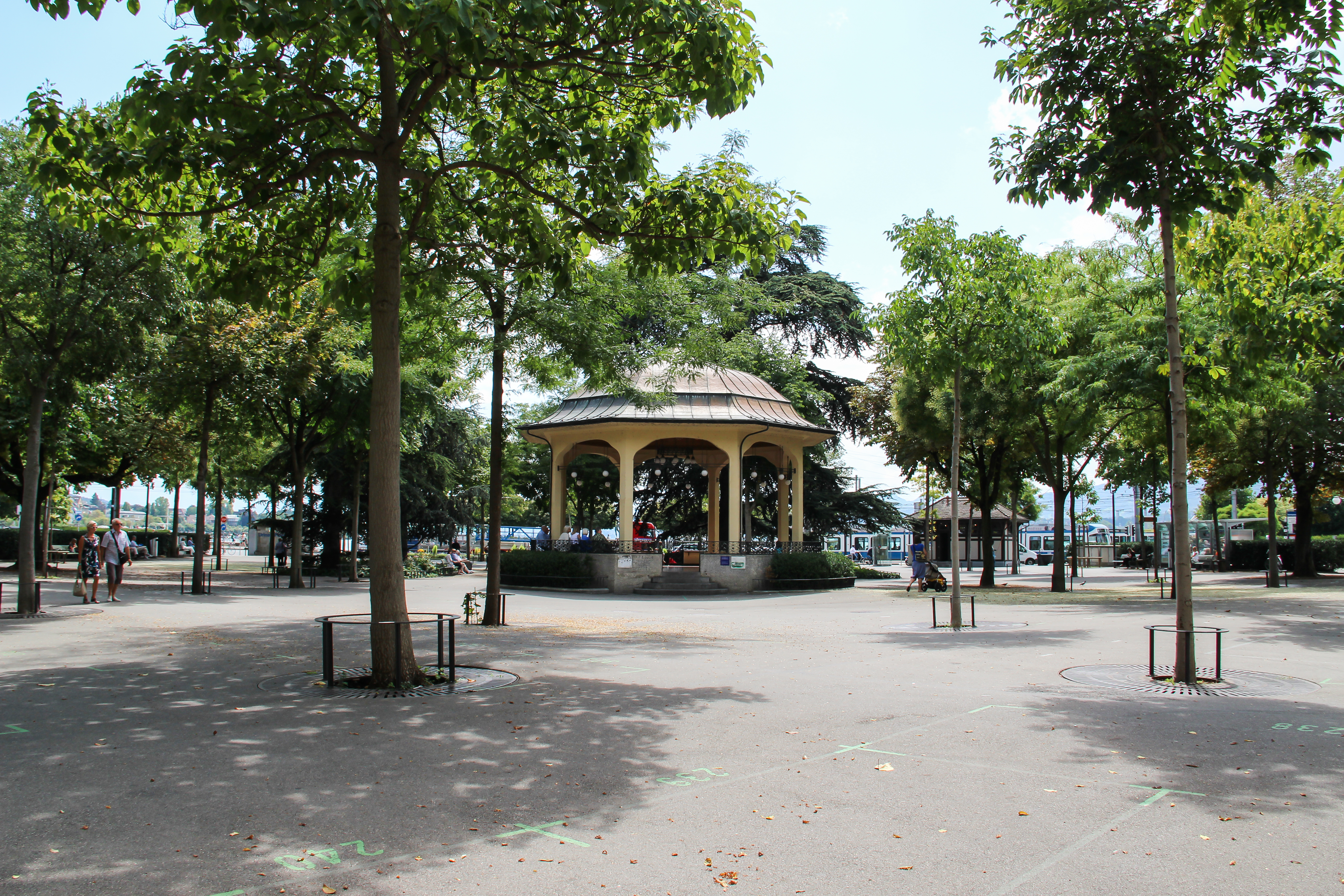
Stadthausanlage nördlich des Bürkliplatzes mit Musikpavillon von Robert Maillart

### General-Guisan-Quai
Der General-Guisan-Quai – bis 1960 noch Alpenquai genannt – führt vom Bürkliplatz nach Westen. Nach Promenade und Strasse finden sich prächtige Wohnhäuser aus dem späten 19. Jahrhundert («Rotes Schloss»), das Kongresshaus und das Hotel Baur au Lac.

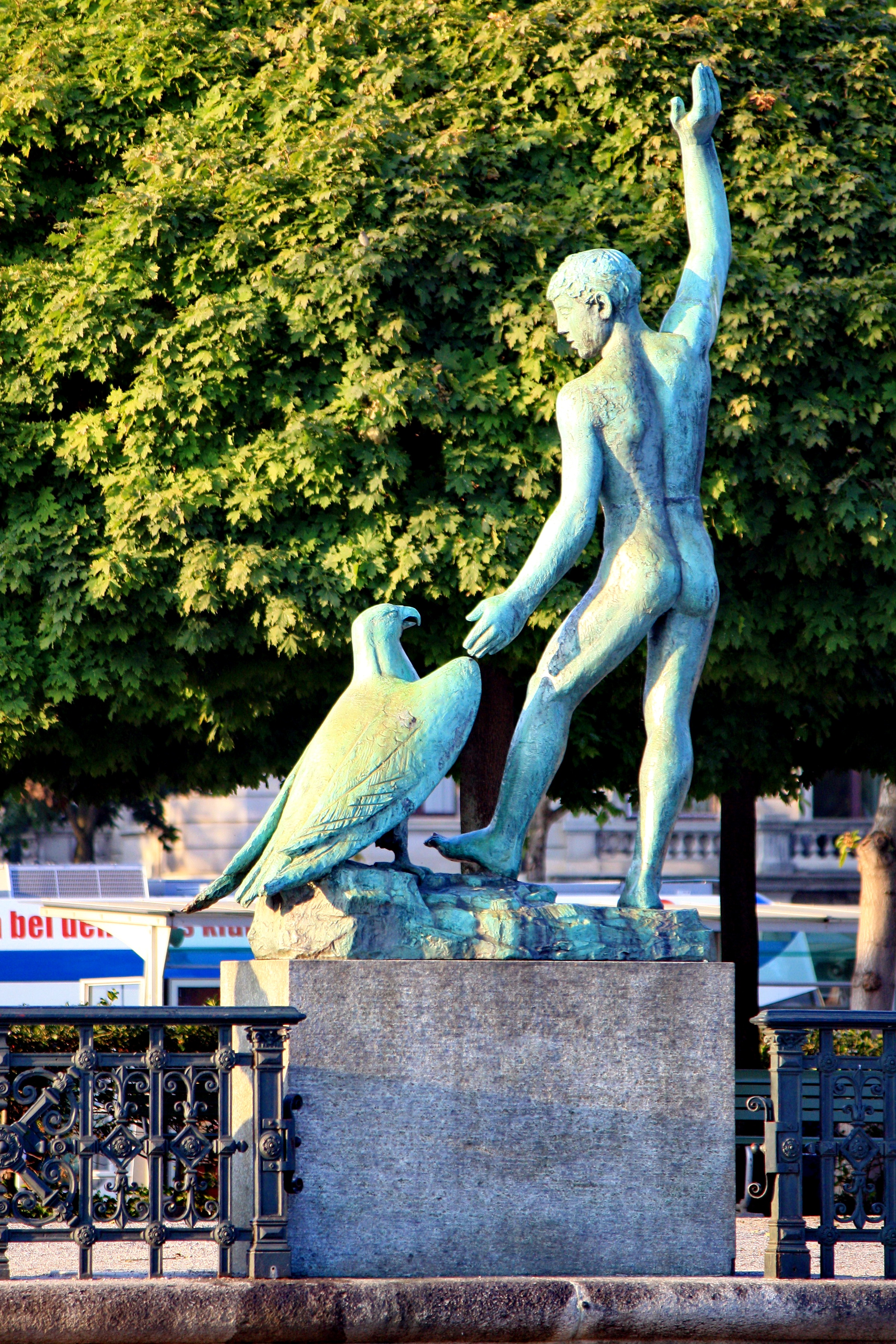
Ganymed von Hermann Hubacher auf der Bürkliterrasse

Am Bürkliplatz findet sich die Anlegestelle der Zürichsee-Schiffahrtsgesellschaft. Die Stadthausanlage, der Platz mit dem historischen Musikpavillon wird für zahlreiche kulturelle Veranstaltungen, Events und den traditionellen Wochen- und Flohmarkt genutzt. Auf der Bürkliterrasse, der erhöhten Plattform direkt am Ufer steht das Ganymed-Denkmal (1952) von Hermann Hubacher.

### Utoquai
Das Utoquai – der Name bezieht sich auf den Uetliberg, auf den sich den Blick richtet – verfügt neben der Durchgangsstrasse und der historischen Promenade unter Bäumen noch um eine moderne, vorgelagerte Promenade aus den 1970er Jahren. An ihrem Ende befindet sich eine weitere Badeanstalt über dem Wasser.

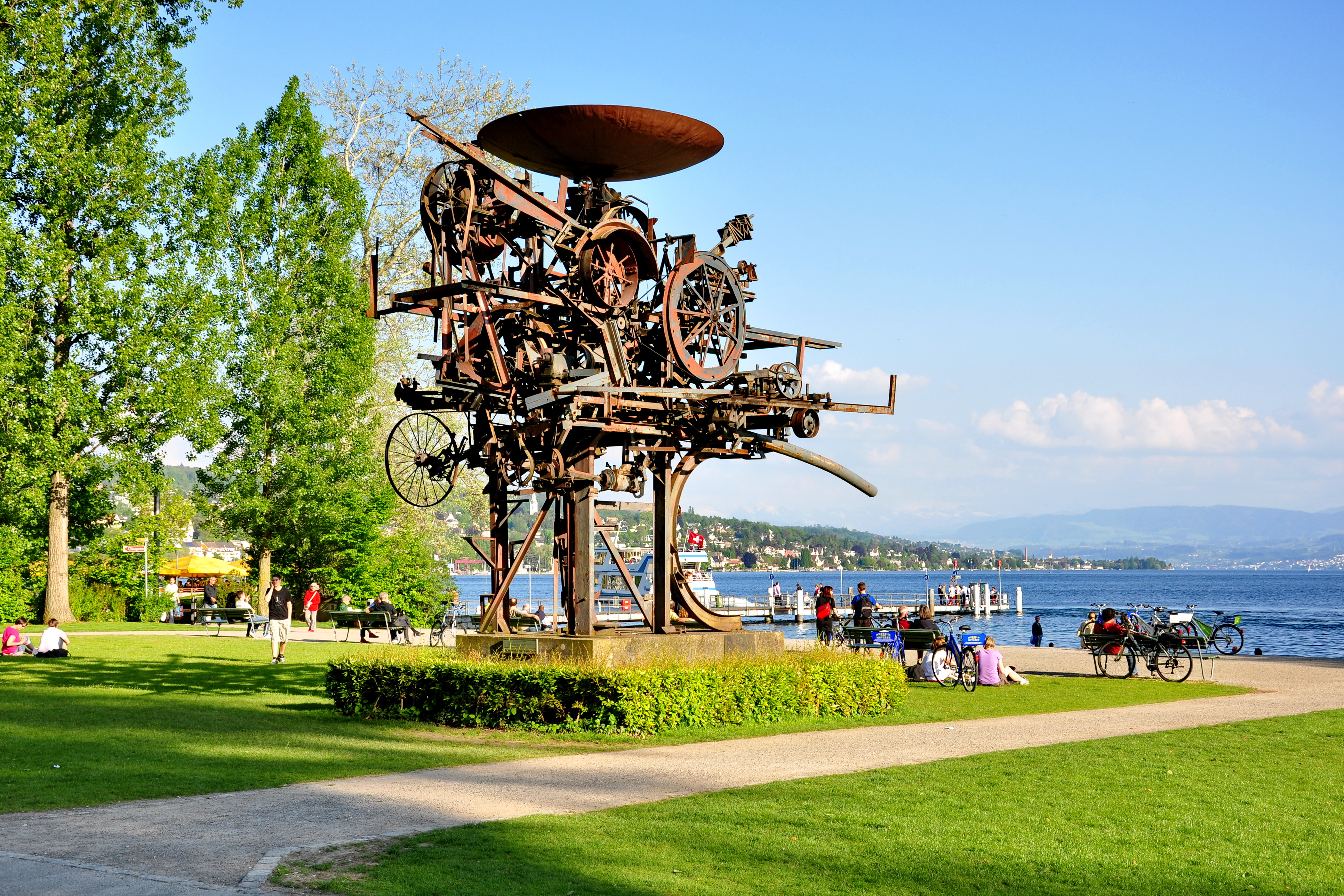
Heureka von Jean Tinguely am Zürichhorn

Am Seefeldquai, das keinen Durchgangsverkehr führt, wo die Promenade noch nicht asphaltiert ist und an der Mauer noch die alten gusseisernen Gitter stehen, ist im nördlichen Abschnitt der ursprüngliche Zustand von Bürklis Anlage noch am besten erhalten. Der südliche Abschnitt vor und entlang des Hafens Riesbach hat hingegen starke Umgestaltungen erfahren, unter anderem mit einem Kunstwerk von Henry Moore. Die Klausstud, ein ehemaliger Grenzstein, stand bis 1887 im Wasser ungefähr 100 Meter vom Ufer entfernt an einer untiefen Stelle, heute befindet er sich auf einer Wiese im Park.